# Зубчатохвостая фельзума
Зубчатохвостая фельзума (лат. Phelsuma serraticauda) — вид гекконов из рода фельзум.
Этот геккон является эндемиком Мадагаскара, где он распространён в северо-восточной части острова, известный из нескольких населенных пунктов между Иволоина и Фасандиана, а также севернее в Маномпана, Мананара и Анталаха. Существует сообщение с полуострова Масоала. Обитает в прибрежных низменностях до 75 м над уровнем моря. По оценкам, площадь ареала вида составляет 4464 км².
Общая длина составляет в среднем около 13 см, при этом самки немного меньше. Некоторые самцы могут достигать в длину 15 см. Окраска тела тёмно-зелёного или желтовато-зелёного цвета. Характерным признаком является широкий, уплощённый хвост с зазубренными краями. На нижней части спины тремя красными от слез форме маркировки точки присутствуют. На шее, которая может быть голубоватой окраски, присутствуют две продольные жёлтые полосы. На морде и голове, имеются три поперечные красные бары.
Этот дневной геккон, как правило, наблюдается высоко вверху на кокосовых пальмах (Cocos nucifera) вдоль дорог и пляжей. Питается различными насекомыми и другими беспозвоночными. Также любит лизать мягкие, сладкие плоды, пыльцу и нектар.
Этот вид обитает в группах с одним самцом и до пяти самок. Среди самок существует хорошо развитая иерархия доминирования. Несовершеннолетние допускаются до определённого размера.
Самки откладывают до 4 пар яиц в год. При температуре 28 °C детёныши появляются примерно через 53—58 дней. Их длина составляет обычно 40 мм.
Этих животных содержат парами или малыми группами в больших террариумах с густой растительностью. Температура должна быть от 25 до 28 °С. Влажность должна поддерживаться в пределах 75—90 %. В неволе этих животных можно кормить сверчками, личинками восковой моли, мучными червями и мухами.